# Artak Harutiunian
Artak Harutiunian (orm. Արտակ Հարությունյան; ur. 31 marca 1983) – ormiański zapaśnik walczący w stylu klasycznym. Zajął jedenaste miejsce na mistrzostwach świata w 2006. Ósmy na mistrzostwach Europy w 2009. Piąty w Pucharze Świata w 2009 roku.